# Розенкампф, Карл Андреевич
Барон (1817) Карл Андреевич Розенкампф (нем. Karl von Rosenkampff, фин. Carl Rosenkampff, 1793—1846) — российский и финляндский государственный деятель и учёный, генерал-майор русской службы, инженер путей сообщения.
Разработчик и руководитель первого реализованного проекта Сайменского канала.

## Биография
Происходил из лифляндских немцев, состоявших на русской службе. Отец — Kaspar Heinrich von Rosenkampff (1764 — 1818), мать — Anna Karolina Louisa von Ceumern (1768 — 1810). При открытии Института Корпуса инженеров путей сообщения в 1810 году поступил в него учиться. В 1814 году завершил обучение, получив звание лейтенанта и специальность инженера путей сообщения. Был направлен в Финляндию на ремонт и содержание каналов вдоль юго-восточного побережья озера Сайма.
После того, как в 1809 году была поставлена окончательная точка в бесконечных военных конфликтах России со Швецией, Финляндия была выведена из подчинения Швеции и впервые во все времена существования финских племен обрела государственность как Великое Княжество Финляндское. Командующий русскими войсками в Финляндии (в 1791 — 1792 гг.) А. В. Суворов создавал военные форпосты вдоль побережья озера Сайма. На тот период времени северо-западная часть озера принадлежала Швеции, и государственная граница с Россией проходила посреди водной глади. Существовавший здесь естественный водный путь, проходивший вдоль юго-восточного архипелага озера, был заперт шведскими батареями. Считается, что Суворову принадлежит идея соединить каналами внутренние заливы Саймы и сделать незаметными обходные пути для военных кораблей. Всего соорудили 4 небольших канала: Кутвелен-канава, Кяюхкяя, Куконхарью и Телатайпале. Их рыли и местное население, и российские солдаты. Все каналы впоследствии стали важными в хозяйственном отношении для Финляндии, и в наше время они представляют собой имеющую государственное значение ландшафтную достопримечательность. Эксплуатацией этих каналов, а затем и сооружением новых занимался Карл Розенкампф первые 12 лет своей деятельности. В 1817 году ему уже был пожалован титул финляндского барона (вместе с его дядей, членом Комитета по делам Финляндии Густавом Адольфом Розенкампфом).
В 1819 году повышен в звании до капитана, в 1820 году — до майора.
В 1824—1825 гг. Карл Андреевич занимался проработкой водного пути от Ладожского озера по реке Вуокса, озеру Сайма и, им намеченному, Сайменскому каналу с выходом в Финский залив у г. Выборга. На этот проект его подвигло обращение Александра I к инженерии страны. Осенью 1824 года в Петербурге произошло сильнейшее разрушительное наводнение, и император ждал с нетерпением вариантов решения проблемы спасения Северной столицы от водной стихии на все времена. Среди многих предложений (в основном ученых ИИПСа) оказался и вышеозначенный вариант Розенкампфа переброски воды по водному пути от Ладоги к Финскому заливу. Такое проектное решение было признано весьма оригинальным. Однако, в связи с большими затратами по сооружению шлюзов из-за значительного перепада уровней воды, проект не был осуществлен, как впрочем и все другие проекты того времени по защите города от наводнений.
В 1827 году утверждается начальником Финляндского инженерного ведомства дорог и водных путей, которым он и являлся до 1846 года.
В 1832 году получил звание полковника.
В 1835 году, когда вернулись к идее возведения Сайменского канала — его постройка сулила многие выгоды для развития озёрного края Финляндии, — авторитет и, главное, опыт К. фон Розенкампфа (он уже был прозван крестьянами в Финляндии «Бароном каналов») позволили ему создать лучший вариант проекта этого водного пути, а затем и возглавить строительные работы.
В 1842 году повышен в звании до генерала-майора.
В 1846 году барон Карл Розенкампф умер в своём кабинете в Хельсинки. Похоронен на кладбище в Камппи. В его честь установлен памятный знак на Сайменском канале (у старого шлюза «Парвила»).

## Награды
- Орден Святой Анны 3-й ст. (14.04.1819)
- Орден Святого Владимира 4-й ст. (20.09.1821)
- Орден Святой Анны 2-й ст. (10.02.1825)
- Орден Святой Анны 2-й ст. с мечами (03.05.1834)
- Орден Святого Владимира 3-й ст. (11.11.1838)

## Семья
Супруги:
- с 1828 по 1832 гг. — Аврора Антония Августа Хартман (7.8.1803 — 17.9.1832);
- с 1834 по 1846 гг. — Августа Иоанна Турдин (28.8.1809 — 6.1.1871).

Дети:
- Мария (17.8.1829 — 25.11.1829), баронесса;
- Карл (26.12.1834 — 24.11.1875), подполковник, барон;
- Ольга София (13.11.1836 — 16.11.1837), баронесса;
- Александр (23.10.1838 — 5.12.1882), полковник, барон;
- Максимилиан (20.11.1840 — 3.8.1876), подполковник, барон;
- Августа (19.11.1842 — 31.5.1928), баронесса;
- Алине (22.12.1844 — 28.11.1887), баронесса.

## Комментарии
1. ↑  швед. strömrensnings- eller ingeniör korpsen, иногда переводят как Дирекция очищения рек